# Escapelinie
Escapelinien oder Escape-Peaks sind unechte Spektrallinien, die bei der Röntgen- und Gammaspektroskopie auftreten und z. B. die Anwesenheit nicht vorhandener Radionuklide in der gemessenen Probe vortäuschen können.
Der Name (engl. to escape, entkommen) weist auf die Entstehung dieser Linien hin: es handelt sich um Detektionsereignisse, bei denen nicht die gesamte Energie des Photons im Strahlungsdetektor umgesetzt wird, sondern ein bestimmter, immer gleich großer Teil der Energie den Detektor wieder verlässt. Dadurch wird im Spektrum ein zusätzlicher Peak, ein Abbild (eine Art verkleinertes Geisterbild) des eigentlichen Fotopeaks, bei entsprechend geringerer Energie sichtbar.

## Ursachen

### Röntgenfluoreszenz
Röntgenfluoreszenz als Ursache von Escapelinien ist am wahrscheinlichsten, wenn die Energie E der einfallenden Photonen nicht zu hoch über dem Bereich der K-Linien des Detektormaterials liegt, d. h. etwa zwischen 10 und 100 keV. Die Leerstelle, die in der K-Schale (selten in höheren Schalen) durch Photoionisation entstanden ist, wird unter Aussendung eines Röntgenphotons aus den oberen Schalen neu besetzt. Verlässt dieses Röntgenphoton das Detektormaterial, führt es z. B. die Energie EK eines {\displaystyle K_{\alpha }}-Quants mit sich. Die kinetische Energie des Elektrons wird dagegen in Stößen im Detektor umgesetzt, und auch die weiteren, energieärmeren Photonen, die beim "Nachrücken" von Elektronen der höheren Schalen entstehen, haben nur eine geringe Entkommwahrscheinlichkeit. Daher bildet sich außer dem Photopeak bei der Energie E ein Escapepeak bei E−EK.
Röntgen-Escapelinien von anderen Energieniveaus ({\displaystyle K_{\beta }} etc.) sind entsprechend den Wahrscheinlichkeiten dieser Übergänge seltener.

### Paarbildung

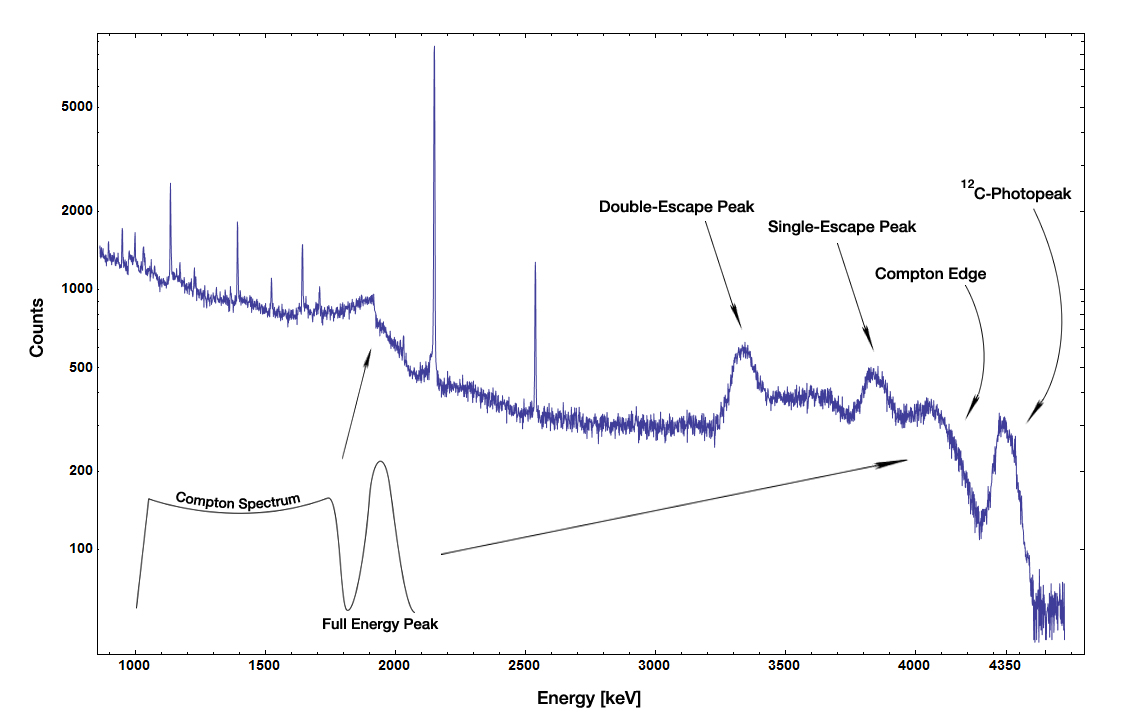
Beispiel: Gammaspektrum einer Am-Be-Neutronenquelle, aufgenommen mit einem Szintillationsdetektor.

Liegt die Energie des einfallenden Photons über der Ruheenergie zweier Elektronen (1022 keV), kann es im Detektor zur Paarbildung kommen. Das entstandene Positron wird im Detektormaterial eingefangen und bildet ein Positronium, das anschließend in zwei Photonen von je 511 keV zerstrahlt. Sofern eines oder beide dieser Photonen den Detektor verlassen können – umso leichter, je kleiner der Detektorkristall ist – bilden sich außer dem Fotopeak (full energy peak, FEP) der Energie E Escapelinien bei E – 511 keV (single escape peak) und E – 1022 keV (double escape peak).
Im abgebildeten Gammaspektrum gibt es eine Komponente mit der Energie 4,4 MeV. Single- und Double-Escapelinien zu diesem FEP sind deutlich erkennbar.